# Саракко, Джузеппе
Джузеппе Саракко (итал. Giuseppe Saracco; 9 октября 1821, Бистаньо — 19 января 1907, Бистаньо) — итальянский политик и государственный деятель, возглавлял кабинет министров Италии с 24 июня 1900 по 15 февраля 1901 года.

## Биография
Джузеппе Саракко, по рождению пьемонтец, после получения юридического образования работал адвокатом.
В 1851 году стал депутатом сперва сардинского, потом итальянского парламента.
С 1865 года стал сенатором, одно время — вице-президент сената.
В 1887 году получил портфель публичных работ в кабинете Депретиса и сохранил его в кабинете Криспи до 1889 года. Рудини также предлагал ему министерский портфель в своем кабинете, но Саракко отказался.
Был вновь министром общественных работ во втором министерстве Криспи (1893—1896). Считался одним из лучших авторитетов в Италии по финансовым вопросам. Хотя, как член кабинета, он несет ответственность за все ошибки министерства Криспи, но даже противники выделяли Джузеппе Саракко из числа сторонников Криспи как человека лично честного.
С ноября 1898 года был Президентом сената.
В июне 1900 года, после выхода в отставку Пеллу, сформировал «деловое» министерство, в котором сам взял портфель министра внутренних дел Италии. Колорит министерству придавал министр иностранных дел Висконти Веноста.
При Саракко был убит король Умберто I и вступил на престол Виктор Эммануил III.
Закрытие биржи труда в Генуе, произведенное министром внутренних дел, вызвало 6 февраля 1901 года вотум недоверия в палате, после чего был сформирован радикальный кабинет Дзанарделли.
Д. Саракко был вновь избран Президентом сената и оставался им до 1904 года.
Джузеппе Саракко скончался 19 января 1907 года в Бистаньо.
Памятник ему, последняя работа скульптора Джулио Монтеверде, поставлен в 1917 году в Акви-Терме.